# Mike Carlson
Michael Kaz "Mike" Carlson (Superior, Wisconsin; 17 de junio de 1991) es un jugador de baloncesto estadounidense que actualmente pertenece a la plantilla del San Sebastián Gipuzkoa Basket Club de la Liga LEB Oro. Con una altura de 2.06 m,  juega en la posición de ala-pívot.

## Carrera deportiva

### Universidad
Realizó su etapa universitaria en la Universidad de Truman State con sede en Kirksville, Misuri, compitiendo en la Division II de la NCAA con los Bulldogs. En su temporada de graduación (2013/14) registró medias de 21.3 puntos y 7.1 rebotes, siendo distinguido como All-America además de Jugador del Año de su conferencia e integrante del Mejor Quinteto y del Quinteto Defensivo. 

### Profesional
En 2014 llegó a España para disputar la Liga LEB Oro con el Club Baloncesto Clavijo, donde militó dos temporadas: 2014/15 y 2016/16. Sus números en el último curso en Clavijo fueron de 11.5 puntos y 3.5 rebotes en 24 minutos de media por partido. 
En 2016 estaba fichado por el Palma Air Europa, pero una sanción impuesta al conjunto balear no le permitía incorporar a ningún extracomunitario hasta el 1 de diciembre. Ello propicia que Carlson firme por el Gipuzkoa Basket Club, completando la temporada 2016/17 con promedios de 15.6 puntos y 4.7 rebotes, logrando el ascenso a Liga Endesa y siendo uno de los jugadores más destacados de la competición.
Durante el verano de 2017 sufrió una grave lesión meniscal que le impidió competir durante gran parte de la temporada 2017/18. No es hasta marzo de 2018 cuando ficha por el Unión FInanciera Baloncesto Oviedo para disputar 13 partidos y promediar 6.6 puntos y 2.6 rebotes.
En la temporada 2018/19 ficha por el Latina Basket de la Legadue italiana, donde recupera su nivel registrando medias de 16.4 puntos y 5.3 rebotes.
En la temporada 2019/20 juega en las filas del Juvecaserta Basket de la Legadue italiana, con el que promedia 15'1 puntos y 6'2 rebotes por partido.
El 7 de enero de 2021 firma por el Acunsa GBC de la Liga Endesa, club con el que llevaba entrenando desde el mes de octubre anterior. Completa la temporada promediando 5.8 puntos y 2.1 rebotes en 19 encuentros.
El 16 de agosto de 2021, firma por el New Heroes Den Bosch de la DBL, la primera división holandesa, registrando primedios de 15.3 puntos y 6.2 rebotes. Una lesión sufrida en abril de 2022 le impidió completar la temporada.
En la temporada 2022/23 regresa al San Sebastián Gipuzkoa Basket Club de la Liga LEB Oro. No debutó hasta el mes de noviembre, una vez recuperado de la lesión. Con su equipo alcanzó la Final Four de ascenso a Liga ACB.